# William Sterling Parsons
William Sterling «Deak» Parsons (Chicago, Illinois, 26 de noviembre de 1901 - Bethesda, Maryland, 5 de diciembre de 1953) fue un ingeniero militar estadounidense, más conocido por ser el artillero del Enola Gay (entonces tenía el rango de capitán), siendo quien lanzó la primera bomba atómica, sobre Hiroshima, Japón, el 6 de agosto de 1945.

## Vida y carrera militar
Ingresó a la Academia Naval de los Estados Unidos en 1918 y se graduó en junio de 1922 con el rango de alférez.
Su primera asignación fue en el buque de guerra Idaho BB-42; continuó con sus estudios de posgrado en ingeniería sobre artillería en la Escuela Naval de Posgrado de Washington D. C..
El 15 de junio de 1943, se reportó al Laboratorio Nacional Los Álamos del Proyecto Manhattan, localizado en Los Álamos, Nuevo México. Se presentó como oficial a cargo y director asociado de la División de Artillería del Proyecto Alberta. Después de presenciar la prueba de la primera bomba atómica, fue designado como oficial a cargo del Grupo Técnico Marítimo (Tinian, Marianas) y comandante bombardero encargado de ensamblar el dispositivo de disparo del Little Boy, la primera bomba atómica utilizada en combate sobre la ciudad de Hiroshima el 6 de agosto de 1945.
Después de servir en diversos cargos y como miembro de la Comisión de Energía Atómica, fue asignado como reemplazo y asistente en jefe del Buró de Artillería, en el Departamento Naval. Mientras servía en esta comisión, murió súbitamente por un ataque cardíaco, el 5 de diciembre de 1953, y fue sepultado en el Cementerio Nacional de Arlington.